# Kłodawa (Grande-Pologne)
Pour les articles homonymes, voir Kłodawa.
Kłodawa est une ville de la Voïvodie de Grande-Pologne et du powiat de Koło. Elle s'étend sur 4,32 km2 et comptait 7 140 habitants en 2007. Elle est située à 20 kilomètres au nord-est de la ville de Koło. Elle est le siège de la gmina de Kłodawa.